# Saya

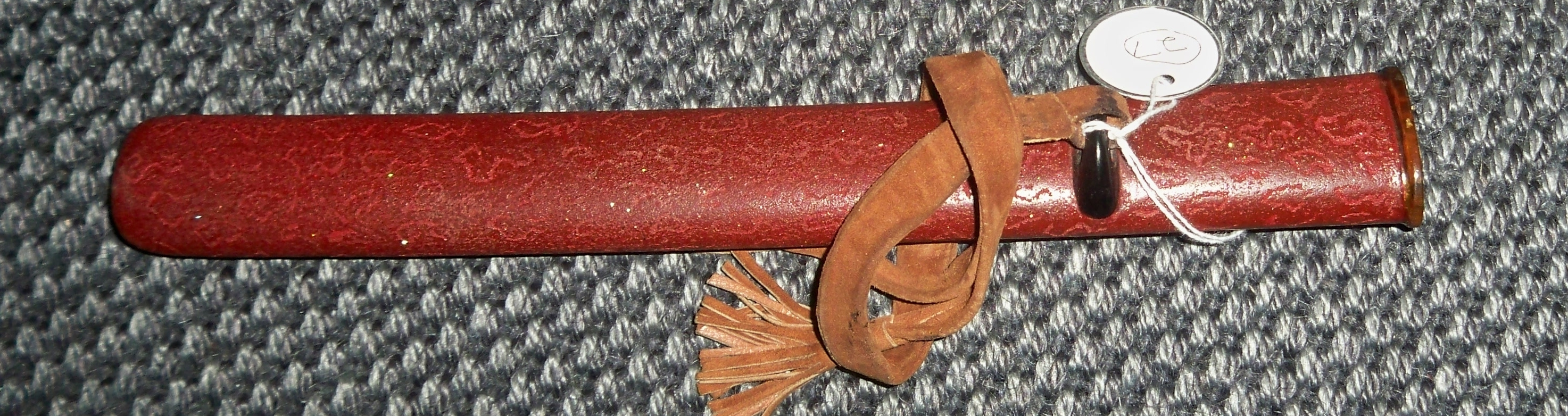
Saya

Saya (鞘?) è il termine che, in lingua giapponese, indica il fodero della spada: tachi, katana, wakizashi ecc.

## Costruzione
Tradizionalmente, il fodero della spada giapponese è costruito in legno di magnolia giapponese ed è verniciato con lacca Urushi di origine naturale. La laccatura del saya spesso include decorazioni particolari con polveri d'oro, mica, abalone, same o altri materiali applicati a strati o inclusi nella lacca che formano disegni in rilievo di rara eleganza (makie).
Lo shira-saya, (letteralmente "fodero bianco"), è invece realizzato senza decorazioni, il legno è lasciato al naturale. Lo Shirasaya ha lo scopo di preservare e custodire la lama, non viene usato nell'utilizzo pratico della spada.
L'imboccatura del saya si chiama koiguchi, (letteralmente bocca di carpa), mentre la parte terminale è chiamata kojiri. L'anello dove viene legato il sageo invece viene denominato kurigata. Tali finiture, nella montatura di tipo Buke-zukuri, sono tradizionalmente costruite in corno o ebano, più raramente in metallo.
Il saya può avere delle tasche laterali per contenere il kogatana (piccolo coltellino tuttofare) o il kogai (piccolo attrezzo per sistemare l'acconciatura da samurai), o essere munito di un piccolo gancio (sakazuno) utilizzato soprattutto nei wakizashi per trattenere il fodero nell'obi. Tale necessità era dovuta al fatto di dover estrarre il wakizashi spesso e volentieri con un'unica mano poiché la prima spada ad essere estratta era la katana e la mano destra era quindi occupata da quest'ultima.
I saya vengono prodotti dai sayashi e, nel caso siano di scarsa qualità, vengono chiamati machi sayamaki.

## Storia
Il gesto di far scontrare i foderi (saya-ate) è un modo per sfidare a combattere.